# Ardisia apsidata
Ardisia apsidata är en viveväxtart som beskrevs av Benjamin Clemens Masterman Stone. Ardisia apsidata ingår i släktet Ardisia och familjen viveväxter. Inga underarter finns listade i Catalogue of Life.